# Qosmalıan
Qosmalıan (azerbajdzjanska: Qosmalyan) är en ort i Azerbajdzjan.   Den ligger i distriktet Lerik Rayonu, i den södra delen av landet, 230 km sydväst om huvudstaden Baku. Qosmalıan ligger 1 434 meter över havet och antalet invånare är 854.
Terrängen runt Qosmalıan är huvudsakligen kuperad. Qosmalıan ligger nere i en dal. Närmaste större samhälle är Lerik, 11,8 km norr om Qosmalıan. 
Trakten runt Qosmalıan består i huvudsak av gräsmarker. Runt Qosmalıan är det ganska tätbefolkat, med 60 invånare per kvadratkilometer.